# Ханалиев, Висампаша Юсупович
Висампаша Юсупович Ханалиев (20 января 1958, с. Янги-Арык, Кара-Сууский район, Ошская область, Киргизская ССР, СССР) — советский и российский медик, доктор медицинских наук, ректор Дагестанского государственного медицинского университета (с 2021 года). Депутат Народного собрания Республики Дагестан 6 и 7-го созыва. Является автором 92 публикаций, из которых 13 учебно-методических и 79 научных работ. Под его руководством защищена 1 докторская и 2 кандидатские диссертации.

## Биография
По национальности — чеченец. Родился в Ошской области. В детстве с семьёй вернулся в Дагестан, жил сначала в Османюрте, затем в Хасавюрте. Есть старший брат: Умарпаша  — герой Российской Федерации. В детстве занимался вольной борьбой. В 1981 году окончил Дагестанский государственный медицинский институт. Трудовую деятельность начал в 1982 году, работал главным фтизиатром по
внелегочному туберкулезу Чечено-Ингушской АССР. С 1985 по 1988 годы учился в аспирантуре по фтизиатрии Центрального научно-исследовательского института туберкулёза в Москве. После окончания аспирантуры в 1988 году работал ассистентом кафедры фтизиатрии Дагестанского государственного медицинского института. В 1990 году защитил кандидатскую диссертацию. С 1992 по 2001 годы работал главным врачом в межрайонном лечебно-диагностическом центре в Хасавюрте. В 1996 году поступил на учёбу в докторантуру Московского государственного медико-стоматологического университета, который окончил в 1999 году, защитив докторскую диссертацию. С 2016 года является депутатом Народного собрания Республики Дагестан, возглавляет комитета по здравоохранению, труду и социальной политике. 1 декабря 2021 года приказом Министра здравоохранения Российской Федерации Михаила Мурашко назначен исполняющим обязанности ректора ДГМУ. 1 декабря 2023 года приказом Министра здравоохранения Российской Федерации Михаила Мурашко назначен ректором ДГМУ.

## Трудовая карьера
- 1982 — 1984 — главный фтизиатр по внелегочному туберкулёзу Чечено-Ингушской АССР;
- 1985 — 1988 — учёба в аспирантуре по фтизиатрии Центрального научно-исследовательского института туберкулёза СССР (Москва);
- 1988 — 1991 — ассистент кафедры фтизиатрии Дагестанского государственного медицинского института;
- 1992 — 2001 — главный врач межрайонного диагностического центра (Хасавюрт);
- 1996 — 1999 — учеба в докторантуре в Московского государственного медико-стоматологического университета;
- 2001 — 2016 – заместитель генерального директора Национального медико-хирургического центра им. Н.И. Пирогова Министерства здравоохранения России;
- 2016 — н.в. — заведующий кафедрой фтизиопульмонологии Дагестанского государственного медицинского университета;
- 2016 — н.в. — депутат Народного собрания Республики Дагестан;
- 2021 — 2023 — исполняющий обязанности ректора Дагестанского государственного медицинского университета;
- 2023 — н.в. — ректор Дагестанского государственного медицинского университета.

## Достижения и награды
- Заслуженный врач Республики Дагестан (2000);
- Отличник здравоохранения Министерства здравоохранения Российской Федерации (2002);
- Орден «За заслуги перед Республикой Дагестан» (2018);